# ۱۳۵۰ (خورشیدی)
سال ۱۳۵۰ هجری خورشیدی، سالی کبیسه است.

## رویدادها
اکران فیلم سینمایی قیصر
برف و بوران سال ۱۳۵۰

## زادروزها
- ۱۱ فروردین - خشایار اعتمادی، خواننده
- ۲۵ فروردین - سید امیرحسین قاضی زاده هاشمی، پزشک، سیاستمدار اصولگرا و رئیس بیناد شهید و امور ایثارگران
- ۴ اردیبهشت - کورش تهامی، بازیگر
- ۹ اردیبهشت ـ لادن طباطبایی، بازیگر
- ۱۶ اردیبهشت - سعید شهروز، خواننده
- ۳ خرداد - ساکت الهامی، بازیکن فوتبال و مربی
- ۲۹ خرداد - بهنام سراج، بازیکن سابق و مربی فوتبال
- ۴ تیر - آرش میراحمدی، بازیگر
- ۱۰ تیر - رضا شفیعی جم، بازیگر
- ۱۳ تیر - مسعود پاکدل، عکاس و برنامه‌ساز
- ۶ مرداد - منصور، خواننده
- ۸ مرداد - پوپک گلدره، بازیگر
- ۱۷ مرداد - شراره رخام، بازیگر
- ۱۲ شهریور - هومن افاضلی، بازیکن سابق و مربی فوتبال اهل ایران است. او دستیاری میروسلاو بلاژویچ، برانکو ایوانکوویچ و سپس علی دایی در تیم ملی فوتبال ایران بود
- ۲۰ شهریور - سعید باستانی،، نماینده مردم تربت حیدریه،زاوه و مه ولات در دهمین دوره مجلس شورای اسلامی
- ۲۷ شهریور - الهام پاوه‌نژاد، بازیگر
- ۱۹ آبان - نیکی کریمی، بازیگر
- ۲۴ آبان - شیوا خسرومهر، بازیگر
- ۲۸ آبان - ادموند اختر، بازیکن فوتبال
- ۱ دی - رامبد جوان، کمدین و بازیگر
- ۱۰ دی - حمیدرضا پگاه، بازیگر
- ۴ اسفند - سعید آقاخانی، بازیگر، نویسنده و کارگردان
- ۶ اسفند - نرگس آبیار، نویسنده و کارگردان و فیلمنامه نویس
- ۲۷ اسفند - رسول خادم، کشتی‌گیر
- آرش مظفری، معمار ایرانی
- رامتین خداپناهی، بازیگر و استاد دانشگاه

## درگذشت‌ها
- ۶ فروردین - سید محمدتقی غضنفری خوانساری از فقها قرن چهاردهم
- ۵ تیر - احمد متین دفتری، سیاستمدار ایرانی[۱]
- ۱۳ تیر - محمد معین، استاد زبان فارسی و پدیدآورندهٔ فرهنگ معین.
- ۴ شهریور - علی‌اکبر فیاض، استاد ادبیات فارسی و مصحح تاریخ بیهقی
- ۱۶ مهر - سلطان الواعظین شیرازی اندیشمند، خطیب و از علمای شیعه قرن چهاردهم و نویسنده کتاب شب‌های پیشاور
- ابوالفتح دولتشاهی دولتمرد دوران قاجار و پهلوی(زاده ۱۲۶۵خورشیدی)